# Denys Monastyrskyj
Denys Anatolijovytj Monastyrskyj (ukrainska: Денис Анатолійович Монастирський), född 12 juni 1980 i Chmelnytskyj i Ukrainska SSR, Sovjetunionen, död 18 januari 2023 i Brovary nära Kiev i Ukraina, var en ukrainsk jurist och politiker. Han var Ukrainas inrikesminister från den 16 juli 2021 till sin död den 18 januari 2023.

## Död
Monastyrskyj omkom tillsammans med sin ställföreträdare Jevhen Jenin och statssekreteraren för inrikesministeriet Jurij Lubkovytj i en helikopterolycka den 18 januari 2023 i Brovary, strax öster om Kiev. Helikoptern träffade en förskola när den kraschade. Totalt 18 personer dog i olyckan, varav tre barn, och ytterligare 15 personer skadades.

## Meriter
- Förtjänstorden (2022)[5]